# Парламентские выборы в Италии (1895)
Досрочные всеобщие парламентские выборы 1895 года прошли 26 мая (первый тур) и 6 июня (второй тур). На них были выбраны 508 членов Палаты депутатов Королевства Италия. Победителем выборов стала правящая либеральная партия «Левая», представлявшая итальянскую буржуазию, получив почти 66 % мест в парламенте. В этих выборах впервые приняла участие Итальянская социалистическая партия под руководством Андреа Коста.
Активность избирателей по сравнению с предыдущими выборами несколько снизилась. В голосовании приняли участие 1 256 244 человек из 2 120 185 имевших право голоса (население Италии на тот момент превышало 31,5 млн), таким образом явка составила 59,25 %.

## Результаты выборов
| Партия                            | Оригинальное название             | Голоса    | %     | Места |
| --------------------------------- | --------------------------------- | --------- | ----- | ----- |
| «Левая»                           | итал. Sinistra                    | 713 812   | 58,57 | 334   |
| «Правая»                          | итал. Destra                      | 263 315   | 21,61 | 104   |
| «Крайне левая»                    | итал. Estrema sinistra            | 142 356   | 11,68 | 47    |
| Социалисты                        | итал. Partito Socialista Italiano | 82 523    | 6,77  | 15    |
| Другие кандидаты                  |                                   | 16 761    | 1,37  | 8     |
| Недействительные голоса           |                                   | 37 477    | –     | –     |
| Всего                             |                                   | 1 256 244 | 100   | 508   |
| Зарегистрировано избирателей/Явка |                                   | 2 120 185 | 59,25 |       |